# Edith van Wessex
Edith van Wessex (ca. 1029 - 19 december 1075) was koningin van Engeland van 1045 tot 1066 als echtgenote van Eduard de Belijder.

## Biografie

### Afkomst
Edith van Wessex werd geboren als de dochter van earl Godwin van Wessex een edelman uit Sussex en de Deense Gytha Thorkelsdóttir. Haar moeder was in de periode van de veroveringen van koning Knoet de Grote naar Engeland gekomen en was de zus van de Deense jarls Ulf en Eilaf. Door een huwelijk van Ulf met Estrit, de zus van Knoet, was haar familie ook met het Deense koningshuis verbonden.

### Opleiding
De oorspronkelijke naam van Edith was Gytha. Ze groeide op in het koninklijk klooster in Wilton en kreeg een goede opleiding. Kroniekschrijver Willem van Poitiers beschreef haar "intelligent als welke man ook (...) een vrouw met in de boezem een school van alle vrije kunsten.

### Huwelijk

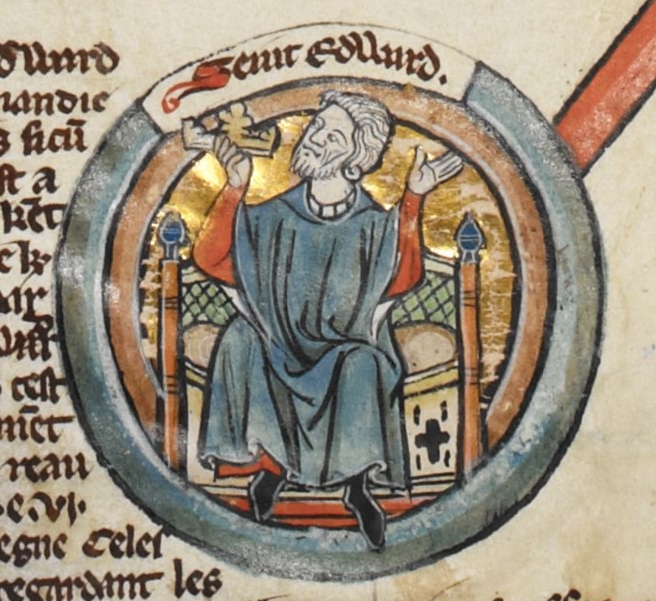
Middeleeuws miniatuur van Eduard de Belijder

Ze huwde op 23 januari 1045 met de koning van Engeland, Eduard de Belijder (1004-1066). Anders dan de meeste vrouwen van de Angelsaksische koningen in de tiende en elfde eeuw werd Edith zelf tot koningin gekroond door haar familie. Dit leidde tot beschuldigingen van nepotisme, waarop de koning de familie van Edith uit zijn rijk verbande. De koning stuurde ook zijn vrouw naar het klooster. Haar familie keerde terug naar Engeland en keerde sterker dan te voren terug waardoor ook de invloed van Edith aan het hof kon toenemen. Het huwelijk met Eduard de Belijder bleef kinderloos, volgens de legende omdat hij zich om religieuze redenen van consummatie zou hebben onthouden, maar moderne historici verwijzen dat gegeven naar het rijk der fabelen.
Edith trad op als beschermvrouwe van de kerk en de kunsten. Zo schonk ze land aan de abdij van Abingdon en het bisdom Wells. Ze vergaarde zelf ook veel land en tegen de tijd van de Normandische verovering van Engeland was ze de rijkste vrouw van Engeland geworden.

### Laatste jaren
In het jaar 1066 overleed haar echtgenoot en sneuvelden haar broers in de slagen bij Stamford Bridge en Hastings. Willem de Veroveraar nam behoorlijk wat land van Edith in beslag, maar in het Domesday Book staat ze vermeld als eigenaresse van land in Wessex, Buckinghamshire, East Anglia als de Midlands. Edith bracht het laatste deel van haar leven door in Winchester en Wilton. Volgens kunsthistorica Carola Hicks zou Edith het brein achter het Tapijt van Bayeux zijn geweest.
In deze periode gaf Edith de opdracht tot het schrijven van de Vita Edwardi, het eerste verslag van na de Verovering over koning Eduard. Ze overleed in 1075 en kreeg van koning Willem een begrafenis in Westminster Abbey waar ze naast haar echtgenoot werd begraven.